# Nomioides pulverosus
Nomioides pulverosus är en biart som beskrevs av Anton Handlirsch 1888. Nomioides pulverosus ingår i släktet Nomioides och familjen vägbin. Inga underarter finns listade i Catalogue of Life.